# 광주 우리절 석조부도
광주 우리절 석조부도는 대한민국 경기도 광주시 도척면 상림리 우리절에 있는 조선시대의 승탑이다. 2010년 12월 8일 경기도의 문화재자료 제160호로 지정되었다.

## 개요
전형적인 원구형 부도로, 각 부의 구조와 조각기법 등에서 조선시대 전형적인 형태에서 약간 변형된 것으로 이는 17~18세기 제작된 석조부도의 지역성과 작가의 작품경향을 보여주는 점에서 가치가 인정된다.

## 참고 문헌
- 우리절 석조부도 2기 - 국가유산청 국가유산포털